# 板倉勝重

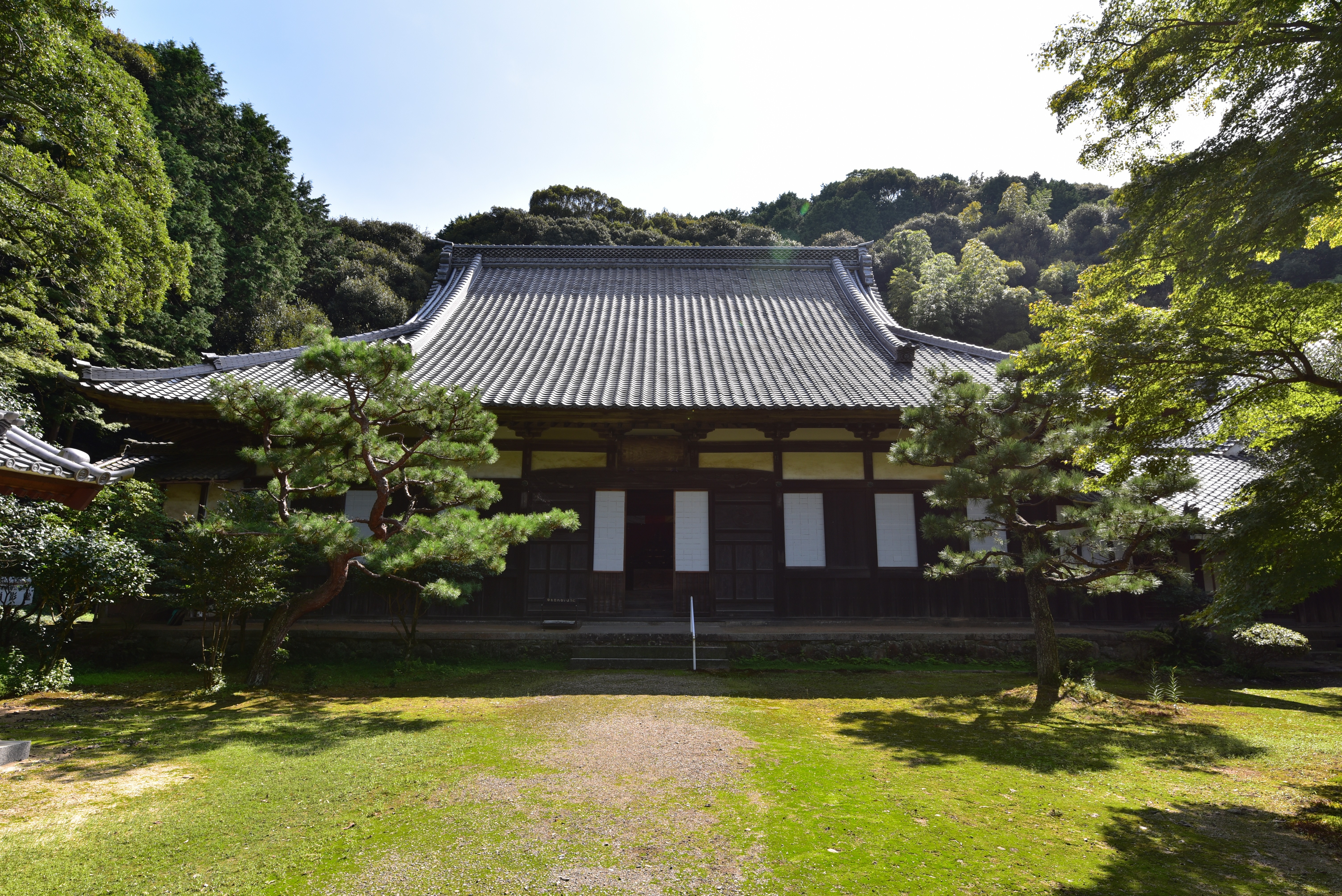
板倉勝重の菩提寺である長圓寺

板倉 勝重（いたくら かつしげ）は、安土桃山時代から江戸時代前期にかけての旗本、大名。江戸町奉行、京都所司代。板倉家宗家初代。僧としての法名は香誉宗哲（こうよそうてつ）。史料では官職を冠した板倉伊賀守の名で多く残っている。
優れた手腕と柔軟な判断で多くの事件、訴訟を裁定し、敗訴した者すら納得させるほどの理に適った裁きで名奉行と言えば誰もが勝重を連想した。

## 生涯
天文14年（1545年）、板倉好重の次男として三河国額田郡小美村に生まれる。幼少時に出家して浄土真宗の永安寺の僧・香誉宗哲となった。ところが永禄4年（1561年）に父の好重が深溝松平家の松平好景に仕えて善明堤の戦いで戦死、さらに家督を継いだ弟・定重も天正9年（1581年）に高天神城の戦いで戦死したため、徳川家康の命で還俗して武士となり、家督を相続した。
主に施政面に従事し、天正14年（1586年）には家康が浜松より駿府へ移った際には駿府町奉行、同18年（1590年）に家康が関東へ移封されると、武蔵国新座郡・豊島郡で1000石を与えられ、関東代官、江戸町奉行となる。慶長5年（1600年）の関ヶ原の戦いの翌年の慶長6年（1601年）、5600石を加増され、6600石を領することになると共に京都町奉行（後の京都所司代）に任命され、京都の治安維持と朝廷の掌握、さらに大坂城の豊臣家の監視に当たった。なお、勝重が徳川家光の乳母を公募し春日局が応募したという説があり、真田増誉の『明良洪範』巻二十四の記事によると、京都粟田口で乳母公募の札を立てた所、上京した福（後の春日局）が勝重に出仕を願い出て採用されたことになっている。ただし、『春日局譜略』では福を乳母に推薦したのは、家光の母崇源院（江）の奥女中民部卿局になっている。
慶長8年（1603年）、家康が征夷大将軍に就任して江戸幕府を開いた際に従五位下・伊賀守に叙任され、同14年（1609年）には近江国・山城国に領地を加増され1万6600石余を知行、大名に列している（長男の重宗も家康の息子秀忠に、次男の重昌も家康に仕えていた）。同年の猪熊事件では京都所司代として後陽成天皇と家康の意見調整を図って処分を決め、朝廷統制を強化した。慶長15年（1610年）に後陽成天皇の譲位が話題になると、勅使として家康の下へ向かう武家伝奏の広橋兼勝・勧修寺光豊と駿府下向について相談したり、年内譲位を主張する天皇と翌慶長16年（1611年）に譲位の延期を主張する家康が対立すると、年内譲位に固執する天皇を説得すべく摂家の近衛信尹や八条宮智仁親王らに働きかけ、最終的に信尹・智仁親王らに説得された天皇が年内譲位を撤回、慶長16年に後水尾天皇が即位することとなった。慶長17年（1612年）には後水尾天皇への書物引き渡しを拒む後陽成上皇に対し、引き渡すべきとの家康の意向を受け取り引き渡しに尽力、翌慶長18年（1613年）には広橋兼勝と共に駿府へ下向して公家衆法度の作成に関わった。
慶長19年（1614年）からの大坂の陣の発端となった方広寺鐘銘事件では本多正純らと共に強硬策を上奏。翌慶長20年（1615年）の夏の陣では古田重然家臣木村宗喜が、大坂方と内通して計画した京への放火を阻止する。大坂の陣後に江戸幕府が禁中並公家諸法度を施行すると、朝廷がその実施を怠りなく行うよう指導と監視に当たった。
元和4年（1618年）から秀忠の娘和子（後の東福門院）が後水尾天皇の女御として入内する話があったが、元和5年（1619年）に典侍・四辻与津子の皇女出産に絡んだ入内延期および秀忠の公家処罰（およつ御寮人事件）で天皇が態度を硬化させると、重宗や藤堂高虎と共に周旋に動き、入内は元和6年（1620年）6月に決定し処罰された公家も赦免された。元和6年に重宗に京都所司代の職を譲った。重宗はすでに父とは別に所領を持つ旗本になっていたが、これによって加増され大名となった。
元和9年（1623年）、従四位下に昇り、侍従に任ぜられる。当時は御譜代衆の侍従以上の官位を帯びていたのは松平定勝（少将）、井伊直孝（侍従）のみであった（「武家補任」）。

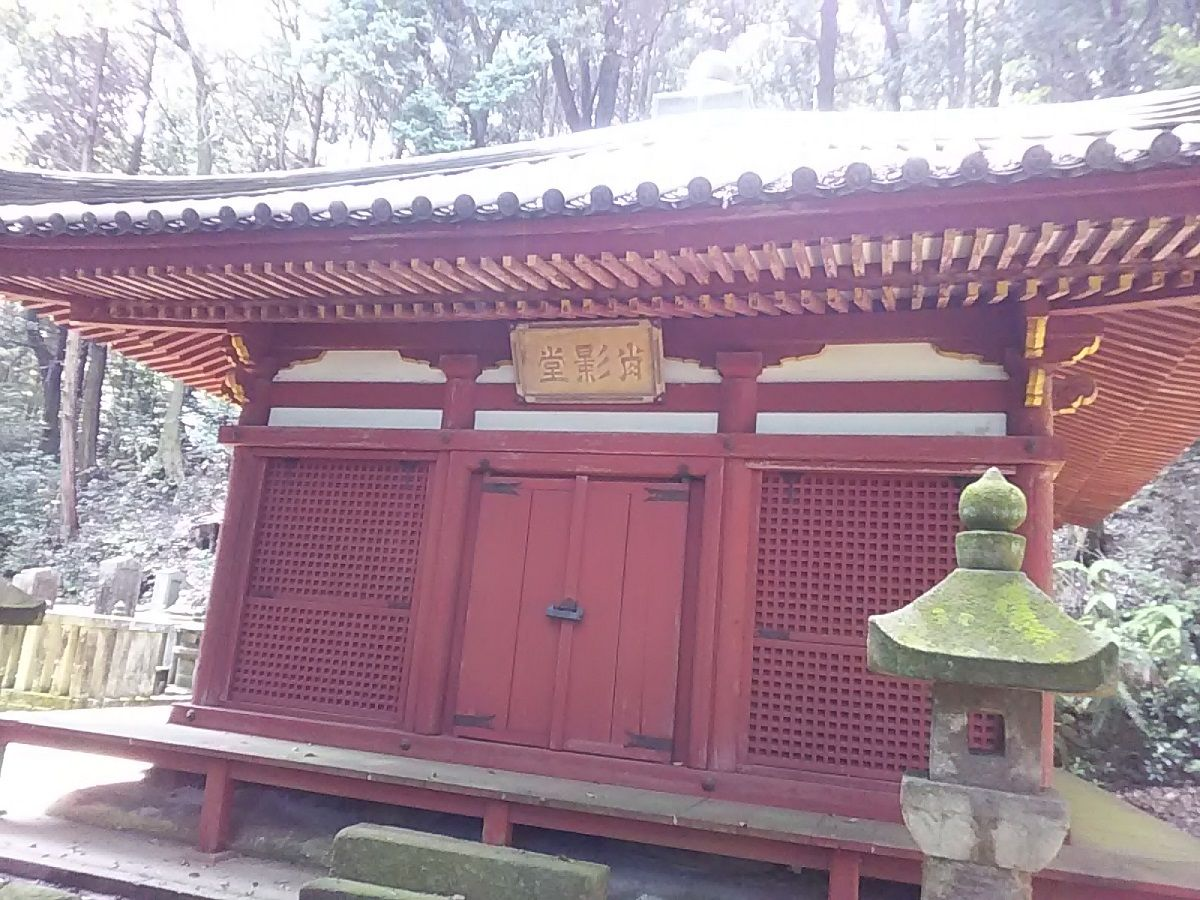
板倉勝重の廟である長圓寺肖影堂（愛知県指定文化財）

寛永元年（1624年）に死去、享年79。遺領は重宗と重昌で分割して相続となり、重昌も旗本から大名となった。
江戸時代後期の寛政5年（1793年）、備中松山藩（岡山県高梁市）の第4代藩主・板倉勝政により、備中松山城（臥牛山）下に勝重・重宗父子の霊を祀った八重籬神社が建立された。

## 文化面における活動
岩佐又兵衛作『洛中洛外図屏風』（舟木本）に勝重が描かれていることが歴史学者黒田日出男により明らかにされ、左隻の二条城で訴訟を主宰し、女の訴えを聞いている人物は羽織の紋様（九曜紋）から勝重と特定された。また兼勝と重昌も描かれていることが確認され、二条城の大手門を潜ろうとしている公家は慶長18年7月3日、共に公家衆法度の作成に尽力した勝重から振舞いに招かれた兼勝と特定された。左隻の中心軸上に描かれている印象的な武家行列の主は駕籠舁きの鞠挟紋から重昌と特定された。
このように注文主は板倉家または板倉家と繋がりが深い人物であることが予想されるが、黒田による資料の博捜と精密な読解により、注文主は下京室町の呉服商で勝重の呉服所となっていた「笹屋（半四郎）」と特定された。ただし反論もあり、平成29年（2017年）刊行の『別冊太陽』に掲載された佐藤康宏と辻惟雄の対談で佐藤は笹屋注文主説に異議を唱え、笹屋が屏風を注文する理由が不明な点を挙げて武家が注文主ではないかと推測、辻は勝重が注文主だが金は笹屋が出したので、舟木本で笹屋を描かせてもらったと推測した。
本阿弥光悦と松永貞徳・尺五父子や安楽庵策伝ら寛永文化を代表する文化人と交流があり、家康に光悦の移住先提供を進言、鷹峯に決まったという。また策伝の話の聞き手になったことが『醒睡笑』の巻末に載せられたほか、勝重に関する説話も8話掲載され、彼が公平な京都所司代として人々から慕われた様子が書かれている。重宗も父と同じく光悦らを重用し文化活動を巧みに誘掖していった。

## 史料
勝重と重宗は奉行として善政を敷き、評価が高かった。2人の裁定や逸話は『板倉政要』という判例集となって後世に伝わった。京都所司代を務めた勝重と重宗、および孫の板倉重矩（重宗の甥で重昌の子）が関わったとされる裁判説話は板倉政要の巻六から巻十に掲載されている。
板倉政要が成立したのは元禄期とされる。成立の経緯には、名奉行の存在を渇望する庶民の思いがあった。公明正大な奉行の存在を望む庶民達の渇望が、板倉勝重・重宗という優良な奉行に仮託して虚々実々を交えた様々な逸話を集約させ、板倉政要を完成させた。板倉政要の中には後の名奉行大岡忠相の事績を称えた『大岡政談』に翻案されたものがあり、三方一両損の逸話はその代表とされる。また板倉政要自体も、明の『包公案』『棠院比事』などから翻案された話が混入して出来上がっている。
板倉政要の巻二と巻三に収録されている勝重の私的な備忘録「諸作法掟」と、彼や幕府が発給した触状を踏まえ、重宗が出した元和8年（1622年）8月20日令の京都町触九ヶ条と11月13日令の七ヶ条、寛永6年（1629年）10月18日の五ヶ条と合わせた二十一ヶ条で構成された「板倉重宗二十一ヶ条」は板倉政要巻五に納められ、京都行政の基本条文として明治維新まで重視されていた。
勝重・重宗父子が関わった吟味筋（刑事裁判）の刑執行を役人に命じた文書を纏めた『板倉籠屋証文』も、江戸時代初期の京都の裁判を断片的にだが知る手掛かりとして貴重な史料である。

## 逸話
- 家康から駿府町奉行に任じられた時、勝重は「女房に相談します」と言って帰り、妻に「判官と言われる者の失敗は、内縁や賄賂によって判断を誤ることだが、それはみな女房から起こるのだ。それゆえ、自分が奉行になったら、訴訟に口出しせず賄賂は受け取らぬことはもちろん、自分の身にどんな不思議なことがあっても、差し出がましい口を利かぬと約束出来るか」と言った。妻は誓ったが、勝重が衣服を改めた所、袴の腰が捻れていることを注意すると勝重から「差し出がましい口はならぬと申したではないか」と叱られたので、慌てて詫びた上で改めて誓いを立てた（藩翰譜）。この逸話は京都所司代就任前の出来事ともされている[33][34]。
- 下京の時宗寺院辺りでは小商人たちが博奕を打っていたが、銀3貫目も負けた者が勝重に取られた金を取り返せないか訴えた。勝重は勝った者と負けた者双方を呼び出すと100日間入牢および勝った者に負けた者へ金を返すよう命じ、全員出牢した後に京都中や郊外へ「今後、御法度に背いて博奕をして、負けた者は訴え出れば負けた金を取り返してやり、かつ勝った者には100日牢入りを命ずる」と御触れを出した。勝った者にとっては間尺に合わないため自然と博奕は行われなくなった（板倉政要）[35][36]。
- 家康が家臣の彦坂光正に駿府町奉行を命じようとした時、受けようとしなかったので「近く京都から勝重が来るから相談せよ」と命じた。勝重は光正に「奉行の心得は簡単である。ただ清廉で賄賂を受け取らねばよろしい。それが出来ねばお断りせよ」と言った。光正は辞退すれば清廉でないと思われるかもしれないので奉行職を受けた[35]。板倉政要ではこのような逸話だが、名将言行録では町人に囲まれて歓談している勝重に光正が意見を尋ね、回答は同じだが、勝重は続けて自分に賄賂100両を送った者がおり、受け取らなかったが相手の罪を隠したいと思ったことを告げた後、周りにいる町人に向かって「その方たち、よく聞け。訴訟があったら、大事なことは奉行に物を贈ることだ。たとえ返されても奉行には贔屓する気持ちが出てくるからな」と大笑いしたことが追加されている[37]。
- 京都松原東洞院の角屋敷の境界争いで訴訟が持ち込まれ、一方の係争者は勝重の知り合いで白瓜を贈ってきた。勝重は「近いうち現場を見に行こう」と返事をしたため、当日に係争者や町役人など一同が出迎える中に出張ると、大声で「先だっては珍しい瓜をかたじけない」と礼を言うと早々に境界を調べた。そして「この土地は隣家なれば返すべし」と言い渡して帰った。内心勝訴すると思っていた係争者は瓜を贈ったことを公にされた上に敗訴、二重に面目を失った[35][38]。
- 池田光政が14歳の時、京都へ寄って勝重に国を治める要諦を尋ねた所、「四角い器に味噌を入れ、丸い杓子で掬うようになされよ」という答えが返ってきた。それでは隅々まで掬い取ることが出来ないではないかと問えば、勝重は「その所にござる。見た所、あなたは聡敏である。盆に盛った物を取るように、隅々まで掬ってしまうようでは、とても大国は治めかねます」と言った（板倉政要）[35]。